# Anta (mjesec)
Anta (poznat i kao S/2007 S 4 te Saturn XLIX), Saturnov prirodni satelit, smješten između orbita Mimanta i Enkelada. Ima orbitalni period od 1 dana, 1 sata, 52 minute i 33 sekunde. Otkriven je u snimkama koje je 30. svibnja 2007. načinila svemirska sonda Cassini. Detaljanije analize starijih snimaka otkrile su da se satelit pojavljivao na snimkama već od lipnja 2004. Otkriće je službeno objavljeno u 18. srpnja 2007.

## Fizička i orbitalna svojstva
Orbitira na udaljenosti od 197.700 km od Saturna. Moguće je da su se Anta i druga dva malena mjeseca, Methone i Palena, odvojila od Mimanta ili Enkelada, ili svih pet mjeseca potječe od jednog velikog roja. Sva tri navedena malena satelita nalaze se u dinamičkoj rezonanci s Mimantom.
Promjer satelita iznosi svega 2 kilometra. Moguće je da je Anta jedan od izvora čestica Saturnovog E prstena.